# MayBee
Le MayBee erano un duo musicale finlandese attivo dal 2003 al 2007 e formato da Emmi Kaislakari e Susanna Karvinen.

## Carriera
Originarie di Turku, dove recitavano insieme in musical al Turun Nuori Teatteri, le MayBee sono salite alla ribalta alla fine del 2003 con il loro singolo di debutto Teen mitä vaan!, che ha raggiunto la 18ª posizione della Suomen virallinen lista. L'anno successivo il singolo Villi poika è entrato nella hit parade nazionale al 10º posto. I due brani sono inclusi nell'album di debutto del duo, Ainoa unelma, uscito nel 2005. Un secondo album, Pling, è stato pubblicato nel 2006.

## Discografia

### Album in studio
- 2005 – Ainoa unelma
- 2006 – Pling

### Singoli
- 2003 – Teen mitä vaan!
- 2004 – Mä haluun kokea kaiken
- 2004 – Dragosta din dei
- 2004 – Villi poika
- 2005 – Saalis/Pakko pakko pakko
- 2006 – Kuumatkalla/Aamu
- 2006 – Tyttöystävänpäivä
- 2007 – Ikuisuus/Apina